# 김현태 (1992년)
김현태(한국 한자: 金鉉泰, 1992년 5월 13일 ~ )는 대한민국의 전 축구 선수이며, 포지션은 미드필더였다. 현재는 아마추어 축구단인 김해 재믹스 FC 소속으로 뛰고 있다.